# Dème de Smýnos
Le dème de Smýnos, en grec moderne : Δήμος Σμύνους / Dímos Smýnous, est un ancien dème du district régional de Laconie, en Grèce. Depuis 2010, il est fusionné au sein du dème du Magne-Oriental.
Selon le recensement de 2011, la population du dème compte 1 192 habitants .